# Erminio Macario
Pour les articles homonymes, voir Macario.
Erminio Macario, souvent simplement désigné sous le nom de Macario, est un acteur et comédien italien de théâtre, de cinéma et de télévision né le 27 mai 1902 à Turin et mort le 25 mars 1980 dans cette même ville.
Considéré par la critique comme l'inventeur du cinéma comique italien,,, il a travaillé au cours de sa longue carrière sur plus de cinquante pièces de théâtre, dont du théâtre de variétés, des revues, des comédies musicales et des spectacles en prose. Il connaît rapidement le succès et fait jouer de nombreuses soubrettes. Il prête son visage et son masque non seulement au cinéma mais aussi à la télévision, adoptant souvent la langue piémontaise pour ses personnages et ses macchiettas.
Son fils Mauro Macario, né en 1947, est également actif dans le cinéma, le théâtre et la littérature.

## Biographie
Né dans une famille nombreuse et très pauvre, Via Botero 1 à Turin, quatrième et dernier enfant de Giovanni Macario et Albertina Berti, il commence à jouer la comédie dès l'enfance dans la troupe de théâtre amateur de l'école, mais s'interrompt rapidement pour travailler et aider sa famille. Entre deux emplois, dont une année d'apprentissage à l'usine FIAT (1918), il décide en 1920, à l'âge de 18 ans, de rejoindre une compagnie de « scavalcamontagne », terme utilisé dans le dialecte piémontais pour définir les groupes villageois qui jouent des tragédies et des farces les jours de foire, et il fait face à son premier vrai public en faisant ses débuts sur une scène de village près de Belgioioso, dans la province de Pavie. En 1921, il fait ses débuts dans le théâtre en prose et, en 1924, dans le théâtre de variétés, au sein de la compagnie « balli e pantomime » de Giovanni Molasso ; il débute dans le rôle de « second comédien » au Teatro Romano de Turin avec les revues Sei solo stasera et Senza complimenti ; à partir de septembre 1924, il est ensuite à Milan avec Il pupo giallo et Vengo con questa mia de Piero Mazzuccato, puis en 1925 avec Tam-Tam de Carlo Rota et Arcobaleno de Mazzuccato et Carlo Veneziani. Pour Macario, outre un saut dans le professionnalisme, c'est l'occasion d'apprendre et de développer son penchant naturel pour l'art des mimiques et de l'imitation.

### Années 1920
En 1925, il est remarqué par la célèbre soubrette Isa Bluette, qui l'inscrit dans sa compagnie en tant que « comique grotesque », ce qui lui permet de faire ses débuts à Turin avec Valigia delle Indie, de Ripp et Bel-Ami (pseudonymes de Luigi Miaglia et Anacleto Francini). Peu à peu, Macario construit son propre comique, fait d'un masque clownesque, dont les caractéristiques les plus frappantes sont une touffe de cheveux sur le front, des yeux ronds et une démarche vacillante. Mais il se rend compte que le succès d'un spectacle dépend avant tout de la présence de femmes séduisantes sur scène. Macario reste quatre ans chez Isa Bluette, gagnant peu à peu en notoriété et s'octroyant d'abord le titre de « comico », puis celui de « in ditta » (1929). Toujours en 1929, il dirige sa première revue en tant qu'auteur, Paese che vai, en collaboration avec Enrico M. Chiappo.

### Années 1930

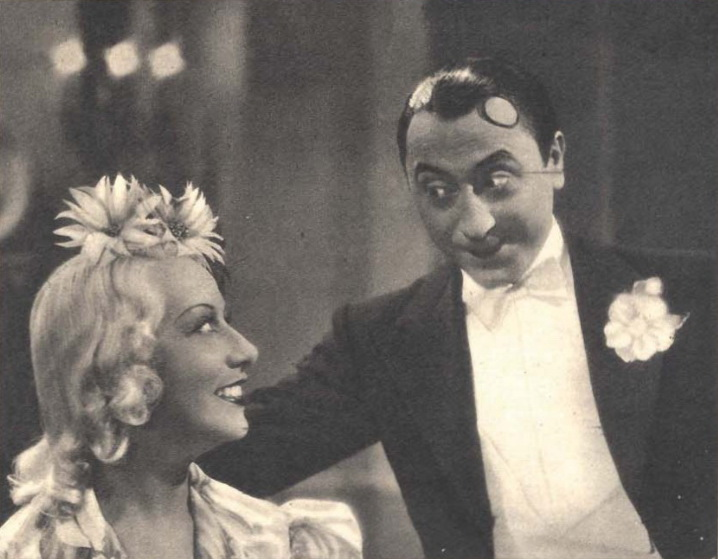
Wanda Osiris et Macario dans les années 1930.

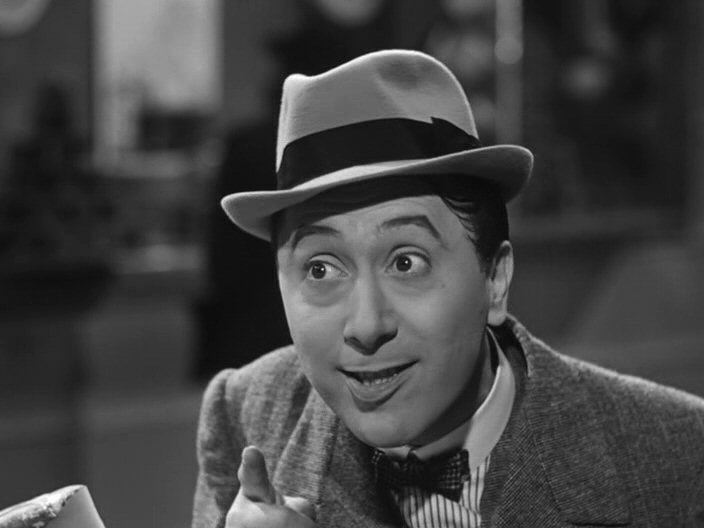
Macario dans La Folle Aventure de Macario (1939).

En 1930, il fonde sa propre compagnie théâtrale, avec laquelle il effectuera des tournées en Italie de 1930 à 1965 et qui, à l'exception de quelques excursions dans l'avanspettacolo, restera l'une des plus anciennes compagnies de revues du théâtre italien. En 1936, il participe avec Hilda Springher et Enzo Turco à une série de revues de Bel-Ami et se produit également au Teatro Reinach de Parme. En 1937, il fait appel à Wanda Osiris, avec laquelle il s'associe dans des spectacles de genre en mettant en scène Macario, Ripp et la revue Piroscafo giallo de Bel-Ami.
À partir de 1937, il présente chaque année une nouvelle revue avec de nouvelles comédiennes charmantes et burlesques (qu'il engage pour remplacer les danseuses, afin d'innover dans le genre). Parmi les nombreuses actrices engagées par Macario figurent Tina De Mola, Olga Villi, Isa Barzizza, les sœurs Nava (Pinuccia, Diana, Lisetta et Tonini), Elena Giusti, Lily Granado, Marisa Maresca, Lauretta Masiero, Dorian Gray, Flora Lillo, Marisa Del Frate, Lucy D'Albert, Valeria Fabrizi, Sandra Mondaini et Lea Padovani, qui furent plus tard appréciées comme actrices de cinéma.
En 1938, il tombe amoureux de la belle Giulia Dardanelli, alors âgée de 16 ans, qui devient bientôt ce qu'il appelle sa seconde épouse, puisqu'il n'a pas obtenu l'annulation de son précédent mariage (le divorce n'existait pas à l'époque en Italie) avec la chorégraphe Maria Giuliano. En 1951, à Paris, ils se marient à l'occasion de la représentation de Votate per Venere. Entre-temps, deux enfants sont déjà nés de leur union, Alberto (1943) peintre, plasticien, acteur et écrivain, et Mauro (1947), qui deviendra plus tard metteur en scène, poète, écrivain (ainsi que biographe de son père).
Grâce à ses capacités scéniques et mimiques, à un style comique jouant sur le clown et le non-sens, et à la présence d'un nombre toujours croissant de soubrettes ravissantes et gracieuses, Macario devient rapidement le protagoniste le plus célèbre de la revue italienne, au point d'être consacré « roi de la revue ». Ses spectacles, outre son comique, restent exemplaires pour la richesse des décors, les costumes somptuaires, la musique et la danse populaire qui sont donnés à voir.
Parallèlement au théâtre, Macario commence à jouer au cinéma au début des années 1930. Après un bref rôle dans le film muet Sole d'Alessandro Blasetti,, il fait ses débuts en tant qu'acteur principal en 1933 avec le film Aria di paese (dont il a également signé le scénario), qui s'avère être une expérience infructueuse. Son deuxième essai, La Folle Aventure de Macario (1939, réalisé par Mario Mattoli et scénarisé par Vittorio Metz et Marcello Marchesi), a en revanche plus de succès. C'est peut-être avec ce film que, pour la première fois dans l'histoire du cinéma italien, on peut parler de comédie surréaliste. Suivent les films Macario millionnaire (1939), Le Pirate, c'est moi (1940) et Faut pas m'le dire (1940). Dans ces quatre derniers films, Federico Fellini collabore en tant que gagman aux scénarios.

### Années 1940 et 1950
« Mi dicono che io facevo Ionesco quando Ionesco quasi non era nato, e d'altronde io lo so… sono sempre stato un po' lunare »
— Erminio Macario

« On me dit que je faisais du Ionesco alors que Ionesco était à peine né, mais je sais aussi que... J'ai toujours été un peu lunatique. »
Tout au long des années 1940, Macario poursuit son activité théâtrale, enchaînant les succès comme les revues Amleto, che ne dici? (1944), Febbre azzurra (1944-1945), Follie d'Amleto (1946), Le educande di San Babila (1948), Oklabama (1949) et La bisbetica sognata (1950). En 1951, une tournée triomphale en France avec la somptueuse revue Votate per Venere (avec Nory Morgan) est scellée par la présence parmi le public parisien des personnalités les plus célèbres de France ; on dit que le président français Vincent Auriol a ordonné que l'acteur soit escorté par des gardes républicains en grand uniforme.
À partir du milieu des années 1950, les revues cèdent cependant la place à de nouvelles comédies musicales, au gré des nouveaux goûts et des nouvelles tendances. Après le record d'entrées atteint avec Made in Italy (1953, qui marque également son retour en couple avec Wanda Osiris) et Tutte donne meno io (1955, dans lequel Macario est le seul homme entouré de quarante femmes), le comédien piémontais se consacre à la comédie musicale. Aux côtés de prima donna comme Sandra Mondaini et Marisa Del Frate, il produit des spectacles tels que L'uomo si conquista la domenica (1955), Non sparate alla cicogna (1957) de Ruggero Maccari et Mario Amendola, E tu, biondina (1957) et Chiamate Arturo 777 (1958) de Bruno Corbucci et Giovanni Grimaldi.

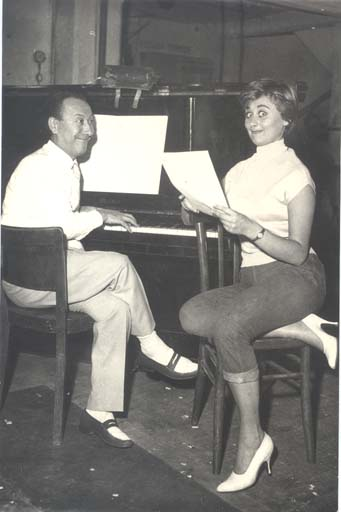
Macario avec Sandra Mondaini pendant les répétitions du spectacle E tu biondina... de 1956.

Le succès sur grand écran se poursuit jusqu'au début des années 1950, d'abord avec Sept Ans de malheur (1947), puis avec Le Héros de la rue (1948) et Comment j'ai découvert l'Amérique (it) (1949), tous réalisés par Carlo Borghesio et produits par Luigi Rovere. Sa formule spectaculaire reste cependant plus adaptée à la revue et à la comédie musicale, qui exalte son masque candide et innocent à travers les « brimades » de son fidèle acolyte Carlo Rizzo et surtout à travers le sous-texte érotique de ses « donnine ».
De retour à Rome, Macario tente d'étendre ses activités théâtrales à la production cinématographique, en réalisant le film Moi, Hamlet (it) (1952). Le film fait un bide, mais malgré de lourdes pertes, l'artiste n'abandonne pas et, avec ses revues ultérieures, il continue d'obtenir un grand succès auprès du public et des guichets. Par la suite, Macario participe à de nombreux autres films, mais il n'en est plus l'unique vedette, à l'exception de rares et sporadiques tentatives qui ne rencontrent pas le succès escompté.
En 1957, le réalisateur et scénariste Mario Soldati le sollicite pour son film Italia piccola (it) dans un rôle dramatique : bien que dans un rôle inhabituel, Macario y fait une prestation jugée positive et polyvalente même si le film lui-même a été jugé facilement oubliable.

### Années 1960
De 1959 à 1963, il a joué dans six films avec Totò : La cambiale (1959), Totò la nuit (1962), L'Amnésique de Collegno (1962), Totò contre les quatre (1963), Le Religieux de Monza (1963) et Totò sexy (1963). Dans ces films, Macario joue un rôle de soutien pour Totò, se mettant à son service sur le plateau. C'est l'acteur napolitain, qui commençait déjà à souffrir de ses premiers problèmes de vue, qui exprima le désir d'avoir Macario à ses côtés, un ami de confiance avec lequel il pourrait tranquillement établir le rythme des blagues et des gags. Il en résulte une série de duos, où Totò est encore plus impétueux face au bégaiement typique de Macario.

### Années 1970
Après avoir abandonné la revue, Macario se consacre principalement au théâtre en prose, se distinguant également dans des rôles dramatiques et faisant quelques incursions dans le théâtre en langue piémontaise. Là encore, il remporte un grand succès avec la reprise du célèbre texte piémontais Le miserie 'd Monsù Travet, au Teatro Stabile di Torino en 1970.
Les années 1970, au cours desquelles Macario se consacre à la transposition télévisée de certaines de ses comédies à succès, sont riches en engagements en faveur de la prose et de la comédie musicale. Parmi les nombreuses œuvres de cette période, il convient de mentionner Achille Ciabotto medico condotto (1971-1972), Carlin Cerutti sarto per tutti (1974), le film Le tapis hurle (1974) de Paolo Nuzzi et Due sul pianerottolo (1975-1976), un grand succès au théâtre à côté de Rita Pavone (d'où sera tiré, en 1976, le Due sul pianerottolo (it) de Mario Amendola, produit à nouveau par Luigi Rovere, le producteur qui l'avait lancé vers le succès à la fin des années 1940 ; le quarantième et dernier film avec Macario).

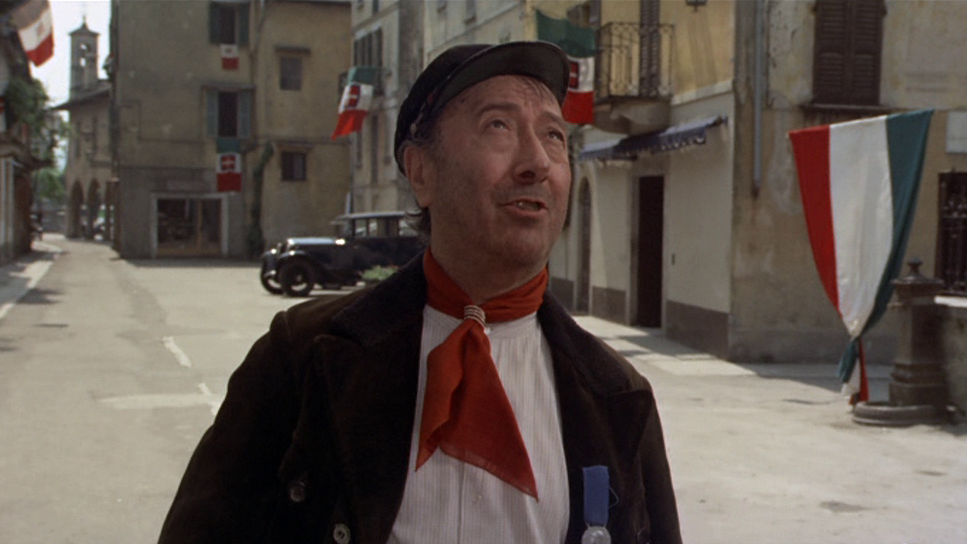
Macario dans Le tapis hurle (1974).

Dans les dernières années de sa vie, l'acteur turinois a travaillé à la création de son propre théâtre, La Bomboniera, Via Santa Teresa 10 à Turin, qu'il a inauguré en 1977 avec la comédie de Molière Sganarello medicosifaperdire, écrite par son fils Mauro et Carlo Maria Pensa. Le choix du titre n'est pas tout à fait fortuit : Macario avait en effet exprimé depuis longtemps le désir de pouvoir jouer Molière dans un théâtre qui lui appartiendrait, à tel point qu'on l'appelait souvent « Teatro Macario ». Dans les années 1990, le théâtre est dirigé par l'acteur Pier Giorgio Gili et, à sa mort, il est transformé en discothèque sous le nom de « Theatrò ».

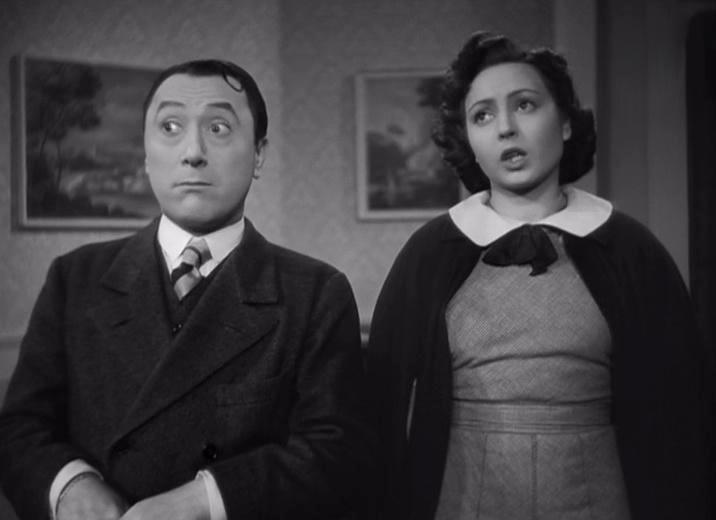
Macario et Lea Padovani dans L'Innocent Casimir (1945).

À la télévision, il a été l'un des protagonistes de l'émission publicitaire Carosello jusqu'à son départ en 1977. On se souvient de la publicité historique de Galup pour laquelle il a été comédien.
En 1974, il est le protagoniste de l'émission Milleluci, avec Mina et Raffaella Carrà, consacré à la variété. En 1975, il est le protagoniste d'une émission de variétés à la télévision, Macario uno e due. En 1978, la Rai lui offre une autre émission de variétés, Macario più, six épisodes entre prose et revue dans lesquels l'acteur retrace les étapes de sa longue carrière sous le signe d'un humour doux, immédiat et populaire. En 1979, il est la vedette pendant un mois de l'émission télévisée (Rai 2) Buonasera con... Erminio Macario, réalisé par son fils Mauro.

### Mort et postérité
Au cours de la dernière répétition de sa dernière œuvre théâtrale, Oplà, giochiamo insieme, Macario tombe malade, ce qui s'avère être le symptôme d'une tumeur. Le 26 mars 1980, Erminio Macario meurt dans une clinique de Turin à l'âge de 77 ans, assisté jusqu'au bout par son épouse Giulia Dardanelli ; les funérailles ont lieu dans l'église San Dalmazzo, Via Garibaldi, le matin du 28 mars 1980, et le corps est transporté au cimetière monumental de Turin, où il repose encore aujourd'hui.
Après sa mort, le comédien n'a pas été particulièrement célébré, surtout par sa ville : aucune rue, place ou monument ne lui a été dédié avant le XXIe siècle, et encore uniquement par les banlieues voisines de Grugliasco et Trofarello et, plus tard, par les municipalités de Rome, Raguse et San Giovanni Rotondo. En 1993, sa tombe a même été profanée. Les hommages à sa vie et à son œuvre ont été principalement le fait de son épouse, de ses enfants, de ses parents et de ses amis qui, en 2002, à l'occasion du centenaire de sa naissance, ont fondé l'Association culturelle Erminio Macario « MacarioCult ».
En 2002, à l'occasion du centenaire de sa naissance, la petite place du théâtre Superga de Nichelino (province de Turin) a été baptisée du nom d'Erminio Macario. On y trouve une stèle en pierre de luzerne (it) avec un médaillon en bronze représentant son visage. L'épouse de Macario, Giulia Dardanelli, et son fils Alberto ont également participé à l'événement commémoratif, organisé par le maire Pier Bartolo Piovano.
En 2022, le MiSE rendra hommage au cent vingtième anniversaire de sa naissance en émettant un timbre-poste de collection.

## Filmographie
- 1929 : Sole d'Alessandro Blasetti
- 1933 : Aria di paese d'Eugenio De Liguoro
- 1939 : La Folle Aventure de Macario (Imputato, alzatevi!) de Mario Mattoli
- 1939 : Macario millionnaire (Lo vedi come sei... lo vedi come sei?) de Mario Mattoli
- 1940 : Le Pirate, c'est moi (Il pirata sono io!) de Mario Mattoli
- 1940 : Faut pas m'le dire (Non me lo dire!) de Mario Mattoli
- 1941 : Il chiromante (it) d'Oreste Biancoli
- 1941 : Macario vagabond (Il vagabondo) de Carlo Borghesio
- 1942 : Macario au Far West (Il fanciullo del West) de Giorgio Ferroni
- 1944 : Macario contre Fantômas (Macario contro Zagomar) de Giorgio Ferroni
- 1945 : Il cinema delle meraviglie (it) de Pietro Francisci
- 1945 : L'Innocent Casimir (L'innocente Casimiro) de Carlo Campogalliani
- 1948 : Le Héros de la rue  (L'eroe della strada) de Carlo Borghesio
- 1948 : Sept Ans de malheur (Come persi la guerra) de Carlo Borghesio
- 1949 : Adam, ennemi des femmes (Adamo ed Eva) de Mario Mattoli
- 1949 : Comment j'ai découvert l'Amérique (it) (Come scopersi l'America) de Carlo Borghesio
- 1950 : Il monello della strada (it) de Carlo Borghesio
- 1952 : Moi, Hamlet (it) (Io, Amleto) de Giorgio Simonelli
- 1952 : La famiglia Passaguai fa fortuna d'Aldo Fabrizi
- 1952 : Ma femme, ma vache et moi de Jean Devaivre
- 1953 : Agenzia matrimoniale (it) de Giorgio Pàstina
- 1955 : Carrousel des variétés (Carosello del varietà) d'Aldo Bonaldi et Aldo Quinti
- 1957 : Italia piccola (it) de Mario Soldati
- 1959 : La cambiale de Camillo Mastrocinque
- 1962 : Les Quatre Moines (I quattro monaci) de Carlo Ludovico Bragaglia
- 1962 : Totò la nuit (Totò di notte n. 1) de Mario Amendola
- 1962 : L'Amnésique de Collegno (Lo smemorato di Collegno) de Sergio Corbucci
- 1963 : Un drôle de type (Uno strano tipo) de Lucio Fulci
- 1963 : Totò contre les quatre (Totò contro i quattro) de Steno
- 1963 : Le Jour le plus court (Il giorno più corto) de Sergio Corbucci
- 1963 : Le Religieux de Monza (Il monaco di Monza) de Sergio Corbucci
- 1963 : I quattro tassisti de Giorgio Bianchi
- 1963 : Totò sexy de Mario Amendola
- 1963 : Le Quatrième Mousquetaire (I quattro moschettieri) de Carlo Ludovico Bragaglia
- 1963 : Avventura al motel de Renato Polselli
- 1964 : I nuvoloni d'Amasi Damiani
- 1969 : Lisa dagli occhi blu (it) de Bruno Corbucci
- 1970 : Nel giorno del Signore (it) de Bruno Corbucci
- 1972 : Il prode Anselmo e il suo scudiero de Bruno Corbucci
- 1974 : Le tapis hurle (Il piatto piange) de Paolo Nuzzi (it)
- 1976 : Due sul pianerottolo (it) de Mario Amendola

## Revues et comédies musicales

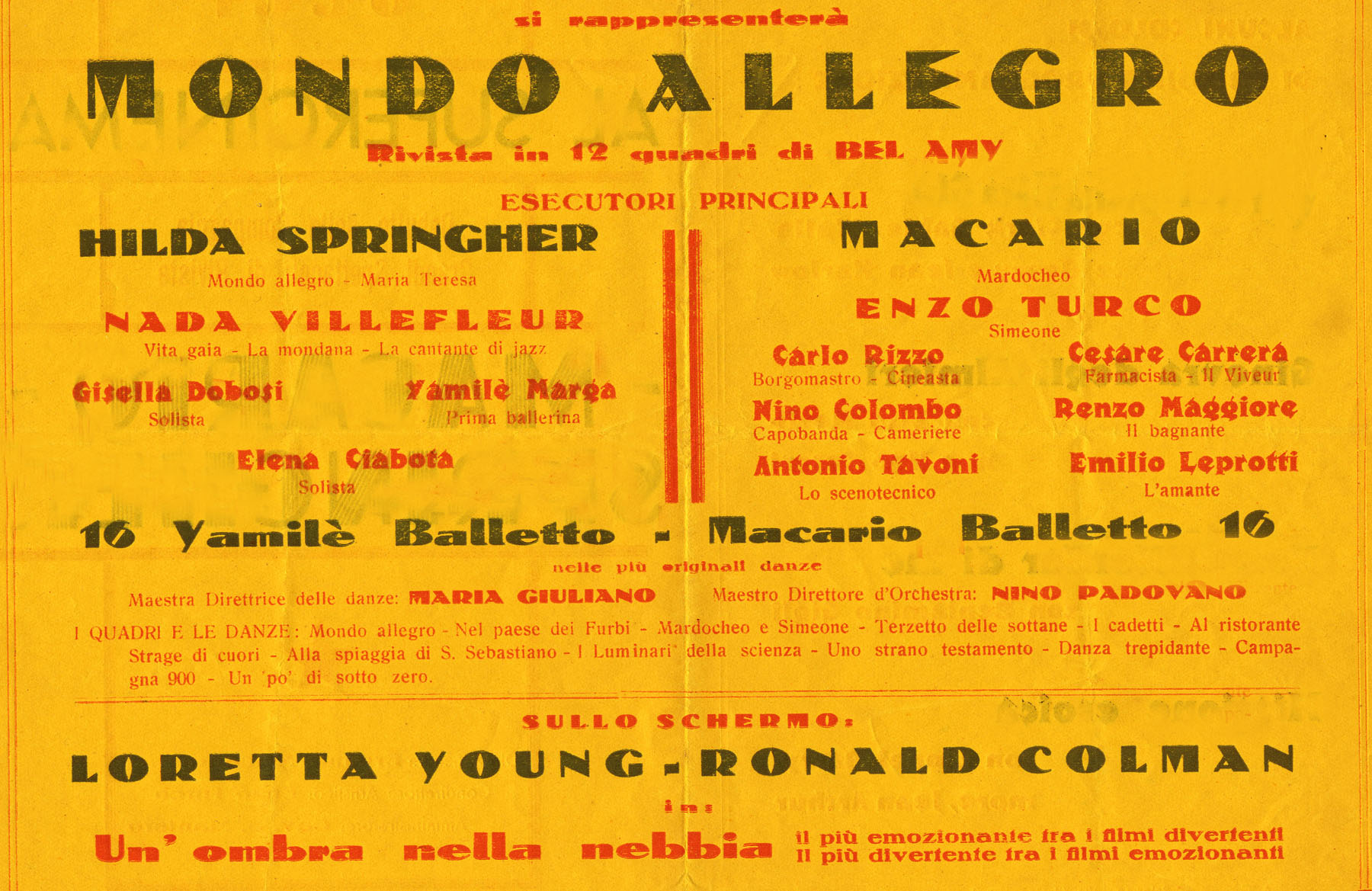
L'affiche de la revue Mondo allegro (1936)

- Sei solo stasera de Giovanni Molasso (1924)
- Senza complimenti de Giovanni Molasso (1924)
- Il pupo giallo de Piero Mazzuccato (1924)
- Vengo con questa mia de Piero Mazzuccato (1924)
- Tam-Tam de Carlo Rota (1925)
- Arcobaleno de Piero Mazzucato et Carlo Veneziani (1925)
- Valigia delle indie de Ripp et Bel-Ami (1925)
- Paese che vai d'Erminio Macario et Enrico M. Chiappo (1929)
- Mondo allegro de Bel-Ami (1936)
- Il piroscafo giallo d'Erminio Macario, Ripp et Bel-Ami (1937)
- Follie d’America d'Erminio Macario, mise en scène d'Erminio Macario (1938)
- Amleto, che ne dici? de Erminio Macario et Mario Amendola (1944)
- Febbre azzurra de Mario Amendola (1944-1945)
- Follie d'Amleto de Mario Amendola, avec Lia Origoni (1946)
- Le educande di San Babila de Mario Amendola (1948)
- Ocklabama de Ruggero Maccari et Mario Amendola (1949)
- La bisbetica sognata de Enrico Bassano (1950)
- Votate per Venere de Orio Vergani et Dino Falconi (1951)
- Pericolo rosa (1953)
- Tutte donne meno io de Scarnicci et Tarabusi (1954)
- Made in Italy de Giovannini et Garinei, avec Macario et Wanda Osiris (1955)
- L'uomo si conquista la domenica de Ruggero Maccari et Mario Amendola (1956)
- Non sparate alla cicogna de Ruggero Maccari et Mario Amendola (1957)
- E tu, biondina de Ruggero Maccari et Mario Amendola (1958)
- Chiamate Arturo 777 de Bruno Corbucci et Giovanni Grimaldi (1959)
- Una storia in blue-jeans de Bruno Corbucci et Giovanni Grimaldi, avec Macario, Carlo Campanini, Valeria Fabrizi (1960)
- Undici sopra un ramo de Ernesto Caballo
- Masaniello, comédie musicale, avec Macario, Nino Taranto, Miranda Martino (1962-1963)
- Febbre azzurra de Mario Amendola (reprise) (1965)
- Le 6 mogli di Erminio VIII de Mario Amendola et Bruno Corbucci (1966)[32]
- Pop a tempo di beat de Raffaele Cile et Dino Mazzucco (1967)
- Miserie 'd Monsù Travet de Vittorio Bersezio (1970)
- Bastian contrari de Vittorio Bersezio (1971)
- Achille Ciabotto medico condotto de Mario Amendola et Bruno Corbucci (1971-1972)
- Un regolamento di conti de Mauro Macario (1971)
- Carlin Cerutti sarto per tutti de Mario Amendola et Bruno Corbucci (1974)
- Due sul pianerottolo de Mario Amendola et Bruno Corbucci (1975-1976)
- Anche le figlie di Maria portano i jeans de Marcello Marchesi et Gustavo Palazio (1976)
- Sganarello medicosifaperdire de C.M. Pensa et Mauro Macario (1977)
- Licenza di ridere de Mauro Macario (1977)
- Oplà, giochiamo insieme de Mauro Macario (1979)

## Discographie

### 33 tours
- 1971 – Le miserie 'd monssù Travet (Cetra, LPB 35039)
- 1971 – Finestre sul Po (Cetra, LPB 35040)
- 1973 – Le sei mogli di Erminio VIII (International Tv Record, 062)

### 78 tours
- 1937 – Vidi il Danubio... (Non era blu)/Cose che capitano... (La voce del padrone, HN 1258)
- 1940 – Camminando sotto la pioggia/Sempre Pierrot (Odeon, GO 20186)
- 1941 – La gagarella del Biffi Scala/Duar (fa no el bauscia) (La voce del padrone, HN 1984)
- 1941 – Il tamburo della banda D'Affori/La giava del tabacco) (La voce del padrone, HN 2020)

### 45 tours
- 1971 – Lady Laura/Uomo solo (Italdisc, IT 222)
- 1973 – Turin, Turin/La voce degli anni (Cetra, SP 1501)
- 1976 – Sanremo Sanremo/La recita è finita (RCA Italiana, TPBO 1201)
- 1979 – Ciao nonnino/Indovina, indovinello (Durium, Ld Al 8062)

## Publications
- Lo vedi come sei? - La parola a Macario, Milan, Sonzogno, 1941
- Come nasce un comico, Turin, Tipografia teatrale torinese, [s.d.]
- Macario story, Turin, Arti Grafiche Garino, 1971
- Teatro di Macario, Turin, Tipografia teatrale torinese, 1980